# Leiothrix cipoensis
Leiothrix cipoensis là một loài thực vật có hoa trong họ Eriocaulaceae. Loài này được Giul. mô tả khoa học đầu tiên năm 1988.